# Markus Berger (Politiker)
Markus Berger (* 28. Januar 1938 in Ingelheim am Rhein; † 29. Oktober 2016) war ein deutscher Offizier und Politiker (CDU).

## Leben und Beruf
Berger war Berufssoldat (Pioniere), sein letzter Dienstgrad war Oberstleutnant der Reserve. Von 1987 bis zu seiner Pensionierung im Jahr 2000 war er Referent von Alfred Dregger, zunächst in dessen Eigenschaft als Vorsitzender der CDU/CSU-Fraktion, später in dessen Eigenschaft als Ehrenvorsitzender der Fraktion.

## Partei
Berger trat 1964 der CDU bei. Von 1983 bis 1991 war er Vorsitzender des Bundesfachausschusses für Sicherheitspolitik der CDU.

## Abgeordneter
Berger war von 1964 bis 1984 Stadtrat in Lahnstein und gehörte auch dem Kreistag des Rhein-Lahn-Kreises an. Er gehörte vom 25. Oktober 1977, als er für Albert Leicht nachrückte, bis 1980 und erneut vom 19. Juni 1981, als er für den zum Berliner Senator berufenen Norbert Blüm nachrückte, bis 1987 dem Deutschen Bundestag an. Dort gehörte er dem Verteidigungsausschuss und dem Ausschuss für Bildung und Wissenschaft als ordentliches Mitglied an. Er war Mitglied der Parlamentarischen Versammlungen des Europarates und der Westeuropäischen Union.